# 荣剑尘
荣剑尘（1880年代1881年或1886年—1958年），姓关尔佳，名荣勋，字健臣，后改为剑尘，男，满族，北京人，中国单弦表演艺术家。